# Diopatra variabilis
Diopatra variabilis är en ringmaskart som beskrevs av Rowland Southern 1921. Diopatra variabilis ingår i släktet Diopatra och familjen Onuphidae. Inga underarter finns listade i Catalogue of Life.